# Arvesjåkkå
Arvesjåkkå är ett naturreservat i Arjeplogs kommun i Norrbottens län.
Området består av en flack, barrskogsbevuxen dalgång bland lågfjällen i Arjeplog. Skogen är gles och består mest av gran och tall. Det  ligger i Luokta-Mávas sameby. Arvesjåkka är ett av de tjugotal urskogsreservat som bildades på statlig mark i slutet av 1980-talet.
Reservatet bildades 1988 och omfattar 9 000 hektar.